# Occhio indiscreto
Occhio indiscreto è un film del 1992 diretto da Howard Franklin, ispirato alla figura del fotografo Arthur Fellig, conosciuto con il nome di Weegee.

## Trama
New York, 1941: Leon Bernstein (Bernzy) è un fotografo freelance che, usando la sua macchina fotografica come appendice del suo occhio, "ferma", principalmente di notte, tutto ciò che secondo lui rappresenta la "vita vera": omicidi, incidenti, incendi, giovani militari che baciano le proprie fidanzate prima della partenza per la guerra, delinquenti, lavoratori notturni, personalità importanti, poliziotti e attori, con il desiderio di riunire e pubblicare i suoi migliori scatti in un libro. Egli è totalmente dedito al suo lavoro, tanto da avere dotato di una vera e propria camera oscura il bagagliaio della sua automobile, sul quale monta anche una radio collegata a quella della polizia, che gli permette di arrivare velocemente, prima dei suoi concorrenti e spesso prima degli stessi poliziotti, sui luoghi dove avvengono gli avvenimenti che saranno riportati nella cronaca dei quotidiani del giorno successivo, non possedendo, stretto tra il suo lavoro ed il suo sogno, una vita privata.
Una sera viene invitato in un famoso night club da Kay Levitz, vedova di Lou, un uomo d'affari, forse colluso con la mafia, padrone del locale che ora lei gestisce come unica proprietaria, la quale gli domanda un favore: raccogliere notizie, con l'aiuto delle sue conoscenze, su un certo Emilio Portofino, un losco personaggio che pare, in forza di precedenti accordi con il marito, accampi diritti sul locale. Egli acconsente, contravvenendo alla sua regola di non farsi mai coinvolgere negli avvenimenti, affascinato dalla bellezza della donna e dal fatto che lei sembra stranamente conoscere il suo desiderio di pubblicare un libro, in mattinata rifiutato dall'ennesimo editore, non chiedendo denaro ma ponendo come condizione che Danny, il giovane ma già "esperto" portiere del locale, la prossima volta lo faccia entrare dall'ingresso principale.
Bernzy inizia a muoversi ma, recatosi nel palazzo dove Portofino abita, lo trova morto e, dopo avere scattato le foto, chiama la polizia ma inaspettatamente giungono gli agenti dell'FBI che, dopo averlo portato alla loro sede, gli sequestrano le lastre e lo interrogano a lungo su quanto egli sappia sul personaggio appena deceduto e nella stanza, ad ascoltare la sua deposizione, si trova, oltre all'Ispettore Conklin, una persona, Thatcher White, che, pur senza parlare, sembra essere molto interessato a quanto il fotografo conosce. Appena rilasciato viene caricato su una macchina e portato a casa di Frank Farinelli, un boss della mafia che, con una certa "irruenza", intende sapere la ragione per la quale è stata chiamato l'FBI e non la polizia (informazione ottenuta dal suo collaboratore Sal Minetto ed suoi i rapporti con Portofino; egli nasconde la verità e viene lasciato andare sia con le scuse sia con la "raccomandazione" di non dire nulla a proposito del morto.
Tornato al locale Bernzy racconta a Kay le sue disavventure, venendo a conoscenza che Spoleto, boss rivale di Farinelli, intende subentrare a Portofino come socio del suo locale; a dispetto di quanto è accaduto e cosciente del pericolo che rappresenta questa informazione, egli continua ad informarsi e, introdottosi con uno stratagemma nell'ufficio di Conklin, scopre nel fascicolo di Portofino la scritta "benzina nera" ma nessuno sembra sapere di cosa si tratti. Messosi sulle tracce di Spoleto Bernzy riesce a fotografarlo in compagnia di Sal e di Tatcher, scoprendo inoltre che la benzina nera altro non è che il nome in codice dei "buoni benzina", preziosissimi per via del razionamento imposto a causa della guerra.
Entrato in possesso di queste notizie Bernzy si reca a casa di Sal e, ricattandolo con la foto che lo ritrae con Spoleto, scopre che il traffico dei buoni benzina legava il marito di Kay a Portofino, ed una volta morto questi a Spoleto, e quest'ultimo a Tatcher White, funzionario governativo, portando alla luce un vasto giro di corruzione e di speculazione ai danni dello Stato e delle truppe al fronte. Le informazioni fornite da Sal gli permettono inoltre di scoprire che Spoleto sta progettando, con il suo aiuto, di eliminare tutta la famiglia di Farinelli; Bernzy promette a Sal di tacere ma in cambio vuole conoscere il luogo e l'ora dove si svolgerà la strage per scattare le fotografie non "dopo" ma "durante" lo svolgersi dei fatti.
Il giorno dopo Bernzy si reca da Kay ma la trova in compagnia di Spoleto, il quale la mette in guardia dall'opporsi al suo ingresso come socio nel locale, e, dopo avere avuto conferma dalla donna che non era a conoscenza delle attività dell'ex marito, torna a casa dove trova Arthur Nabler, uno sceneggiatore suo amico, che, aperta la lettera a lui indirizzata "in caso di sua morte" comprende ciò che Bernzy intende fare e, dopo avergli espresso i suoi dubbi sia su questa azione sia sulla "natura" della donna, suscitando l'ira dell'amico, ormai teneramente innamorato di lei, lo assicura che comunque lo accontenterà, consegnando alla stampa, in caso di morte del fotografo, la foto di Tatcher con Spoleto.
La sera dell'annunciata strage Bernzy non riceve la telefonata di Sal e, dopo averlo chiamato a casa, scopre che è stato appena ucciso e, prima di fuggire sentendo qualcuno che bussa alla sua porta, riesce a conoscere, chiamando uno alla volta i ristoranti di Little Italy, il locale dove la famiglia di Farinelli si sta riunendo; egli corre sul luogo e, dopo avere dato una mancia al garzone del ristorante, si nasconde in un ripostiglio assistendo alla sparatoria dove trovano la morte Farinelli e tutti i suoi affiliati, riuscendo a fotografare la scena e, con un autoscatto, a fotografare anche se stesso, fuggendo immediatamente all'arrivo della polizia. Assolto il suo compito Bernzy corre da Arthur e riesce a consegnargli i negativi delle foto prima di essere arrestato, nonostante sia stato ferito nella sparatoria e perda sangue, e portato, a dispetto delle sue condizioni, nell'ufficio dell'FBI per comunicare quanto sa dell'accaduto ma poco dopo entra nella stanza il Capo della Polizia con in mano i quotidiani appena usciti che riportano in prima pagina sia le sue fotografie sia il giro di corruzione relativo ai buoni benzina ed ordina che venga condotto in ospedale.
Il giorno dopo Kay si reca a trovarlo e lo ringrazia per averla "liberata" dal giogo di Spoleto ma Bernzy aveva capito che lei aveva riferito al boss tutto quanto egli aveva saputo in cambio del controllo del locale, con la promessa, evidentemente disattesa, che non lo avrebbe ucciso. La donna ammette tutto, confermando in questo modo quanto Arthur gli aveva riferito di lei, avvertendolo di non fidarsi, e confessandogli che lo ha usato; egli è deluso e ferito ed in lacrime dice a Kay che per lei avrebbe rinunciato anche alle foto ma la donna esce dalla stanza senza rimorso dicendo: "Non odiarmi troppo", avendo ottenuto ciò che voleva da lui. All'uscita dall'ospedale Bernzy è acclamato come un eroe e nel frattempo Arthur è riuscito anche a trovare anche un editore per il suo libro ed, anche se questa notizia non lo ripaga della sofferenza appena patita, pensa già a scrivere la prefazione della pubblicazione che si chiamerà Occhio indiscreto.